# جمعية مالاوي الوطنية
جمعية مالاوي الوطنية (بالإنجليزية: National Assembly)‏ هي الهيئة التشريعية في مالاوي، وتتكون من 193 مقعداً.